# Peter Butler
Peter J. Butler (Birmingham, 25 maart 1932 – oktober 2022) was een Engelse golfprofessional.
Als tiener werd Butler al in 1947 professional. In de periode 1960-1979 behoorde hij tot de beste twintig spelers in Europa. Hij won veertien internationale toernooien voordat hij in 1972 medeoprichter was van de Europese PGA Tour en voorzitter Britse PGA. In 1992 was hij ook medeoprichter van de Europese Senior Tour. Zelf speelde hij daar toen ook, en in het eerste seizoen eindigde hij op de 4de plaats van de Order of Merit. In 1993 behaalde hij zijn enige senior-overwinning.
Butler speelde vier keer in de Ryder Cup (1965, 1969, 1971 en 1973) en is in 1973 de eerste die daar ooit een hole-in-one sloeg. Hij speelde drie keer in de World Cup (1969, 1970 en 1973). Verder speelde hij 23 keer in het Brits Open waar hij twee keer in de top-10 eindigde (1973, 1976).
Hij overleed op 90-jarige leeftijd.

## Gewonnen toernooien
- 1959: Swallow-Penfold Tournament
- 1962: Yorkshire Evening News Tournament
- 1963: Evian International, Gleneagles Hotel
- 1964: Cox Moore Tournament
- 1965: Piccadilly Tournament, Martini International
- 1967: Piccadilly Tournament
- 1968: Swallow-Penfold Tournament, W.D. & H.O. Wills Tournament
- 1971: Classic International, Grand Bahama Open
- 1972: Grand Bahama Open
- 1974: Sumrie-Bournemouth Better Ball (met Clive Clark)
- 1975: Colombia Open

Senior Tour
- 1993: Lawrence Batley Seniors

## Teams
- World Cup: 1969, 1970 en 1973
- Ryder Cup:  1965, 1969, 1971, 1973